# کمترین مربعات معمولی
کمترین مربعات معمولی (به انگلیسی: Ordinary Least Squares) (به اختصار OLS) در آمار روشی برای برآورد پارامترهای مجهول در مدل رگرسیون خطی از طریق  کمینه کردن اختلاف بین متغیرهای جواب مشاهده شده در مجموعه داده است. این روش در اقتصاد، علوم سیاسی و مهندسی برق کاربرد دارد.